# بلانسي سي
بلانسي سي (بالإنجليزية: Plansee SE) هي شركة يقع مقرها الرئيسي في النمسا، وهي مملوكة بالكامل لمجموعة بلانسي.

## نبذة
تقوم هذه الشركة المملوكة للقطاع الخاص بتصنيع منتجات تعتمد على مواد عالية الأداء مصنوعة من معادن مقاومة للصهر مثل الموليبدينوم والتنغستن والتنتالوم والنيوبيوم والكروم وسبائكها. يتم استخدام منتجاتها في قطاعات الإضاءة والإلكترونيات والطبية والطلاء ونقل الطاقة وتوزيعها وقطاع بناء النظام والأفران.

## روابط خارجية
- الموقع الإلكتروني